# Free Trade Party
Die Free Trade Party (offiziell Australian Free Trade and Liberal Association) und 1906 in Anti-Socialist Party umbenannt, war eine historische politische Partei in Australien, die von 1880 bis 1909 existierte.

## Geschichte und Politik
Die Partei setzte sich für die Abschaffung aller Zölle und Handelsbeschränkungen ein, da so – laut der Free Trade Party – der Wohlstand für alle steigen würde. Die Partei hatte ihren Sitz in New South Wales, wo die Parteiführer Henry Parkes und George Reid lebten. Bevor sich die einzelnen Staaten in Australien zu einem gemeinsamen Bund zusammenschlossen, dominierte die Partei die Kolonialpolitik von New South Wales.
Bei den ersten Bundeswahlen 1901 wurde die Partei mit 25 Sitzen zweitstärkste Kraft im Lande. Reid wurde der erste Oppositionsführer des Parlaments und war von 1904 bis 1905 als Parteiführer Premierminister Australiens.
Nachdem die Tarifverhandlungen im Lande weitgehend abgewickelt waren, suchte Reid nach einem neuen Alleinstellungsmerkmal für seine Partei. Daraus resultierend folgte die Haltung der Partei gegen den Sozialismus. Fortan kritisierte Reid die Australian Labor Party und die  Protectionist Party, geführt von Alfred Deakin für deren Unterstützung. Wenig später wurde die Free Trade Party in Anti-Socialist Party (ASP) umbenannt. Dies geschah noch vor den Bundeswahlen 1906. Auf Kosten der Protectionist Party konnten sowohl die Labor Party als auch die FTP/ASP Stimmen gutmachen, weshalb sich einige Protectionisten den beiden bestimmenden Parteien anschlossen.
Schließlich gelang es Reid, seinen Kontrahenten Deakin von einer gemeinsamen Zukunft zu überzeugen, und die ASP fusionierte mit der Protectionist Party im Jahr 1909 zur Commonwealth Liberal Party.